# Hostouň (kraj pilzneński)
Hostouň – miasto w Czechach, w kraju pilzneńskim, w powiecie Domažlice.
Według danych z 1 stycznia 2024, liczba mieszkańców miasta wynosi 1216 osób (1244. miejsce w kraju wśród miejscowości; 563. miejsce wśród miast).

## Demografia
| Rok             | 2008 | 2016 | 2024 |
| --------------- | ---- | ---- | ---- |
| Liczba ludności | 1415 | 1324 | 1216 |